# Рогов, Евгений Евдокимович
Евгений Евдокимович Рогов (1921—1988) — председатель Адамовского райисполкома Чкаловской (с декабря 1957 года — Оренбургской) области, Герой Социалистического Труда.

## Биография
Родился 21.03.1921 в Оренбурге в семье служащего.
В 1943 г. с отличием окончил агрономический факультет Чкаловского сельскохозяйственного института и работал агрономом его учебного хозяйства в с. Благословенка.
С 1946 по 1951 г. старший агроном подсобного хозяйства завода № 47 (хутор Степановский), старший агроном Нежинской МТС (с. Нежинка), исполняющий обязанности директора Нежинской МТС, заведующий Чкаловским райсельхозотделом. С 1951 по 1955 г. директор Оренбургской областной трехгодичной агрошколы (хутор Степановский).
С января 1955 по апрель 1962 года председатель Адамовского райисполкома.
В 1956 году целинники района вырастили урожай пшеницы 16 центнеров с гектара, государству сдано 25 миллионов пудов зерна.
За особые заслуги в освоении целинных и залежных земель, успешное проведение уборки урожая и хлебозаготовок 11 января 1957 г. присвоено звание Героя Социалистического Труда.
С апреля по декабрь 1962 года первый секретарь Адамовского райкома.
В 1962—1966 годах первый заместитель председателя Оренбургского облисполкома.
С 1966 года проректор Оренбургского сельскохозяйственного института. Кандидат экономических наук.
С 6 мая 1988 года на пенсии.

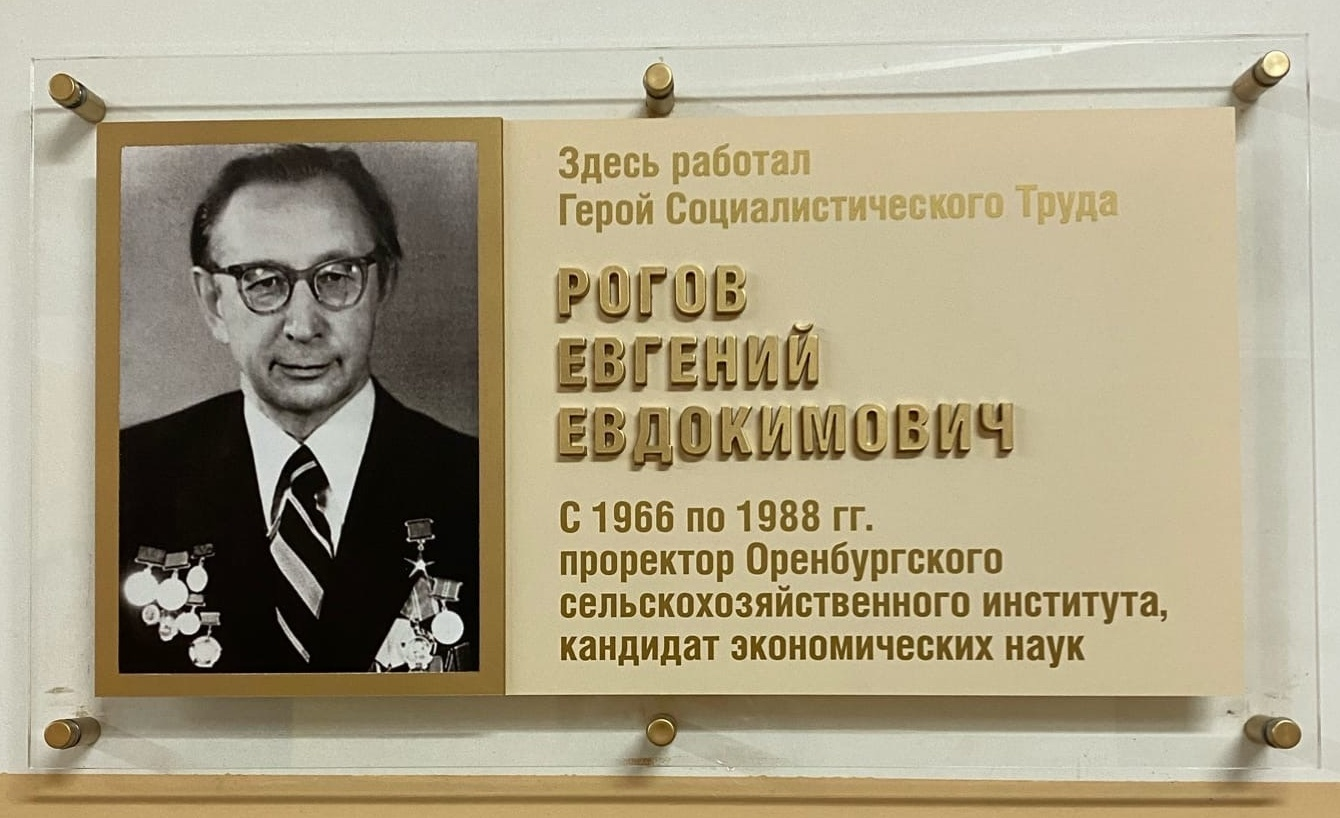
Мемориальная доска в Оренбурге

Умер 28 октября 1988 года. Похоронен на кладбищенском комплексе «Степной-1».
Жена — Вера Даниловна Козырева, сын Алексей (охотовед) и дочь Ирина (педагог, преподаватель иностранного языка).
Награды
Награждён орденом «Знак Почёта», медалями «За доблестный труд в Великой Отечественной войне 1941—1945 гг.», «За доблестный труд. В ознаменование 100-летия со дня рождения В. И. Ленина», «За освоение целинных земель», двумя золотыми и серебряной медалями ВДНХ.